# Секретные суда
Се́кретные суда́ — класс крупных трёхмачтовых парусно-гребных судов, использовавшихся в Балтийском флоте Российской империи в конце XVIII века.
Эти суда строились в Санкт-Петербурге в 1788—1789 годах по чертежам шведских удем. Первоначально они вооружались латинскими парусами, а с 1789 года стали оснащаться прямыми парусами по аналогии с фрегатами. Так же секретные суда оснащались 44 вёслами, каждым из которых управляло по трое гребцов.
Главные размерения секретных судов — 36×8,5×2,7 м. Суда вооружались 22 12-фунтовыми орудиями, пятью трёхфунтовыми орудиями и семнадцатью фальконетами. Для гребцов было установлено 22 банки. Экипаж таких судов составлял 236 человек.
В центральной части судна, между фок-мачтой и бизнь-мачтой располагалась надстройка шириной 6,1 м и высотой порядка двух метров. На этой надстройке устраивалась палуба, а по бортам — восемь орудийных портов, в которые устанавливались 12-фунтовые орудия. Порты в походном положении были закрыты щитами, которые откидывались во время стрельбы. По краям щитов располагались уключины для вёсел. Когда порты были закрыты, щиты образовывали сплошные фальшборта, благодаря чему издали такое судно можно было принять за транспорт.
Кроме того, орудия устанавливались на носу и на корме судна, а на верхней палубе устанавливались фальконеты.
Было построено три судна данного типа: «Осторожное», «Наступательное» и «Охранительное». Все они принимали участие в Русско-шведской войне 1788—1790 годов, в том числе — в Первом Роченсальмском сражении.
Однако, конструкция судов оказалась неудачной, поэтому развития она не получила. Зимой 1789/90 годов суда переоборудовали в гребные фрегаты, а в 1792 году — в плавучие батареи, которые получили названия, соответственно, «Неприступная», «Поражающая» и «Оборонительная».